# Nanyi (sockenhuvudort i Kina, Tibet Autonomous Region, lat 29,18, long 94,19)
Nanyi (kinesiska: 南伊, 南伊珞巴民族乡, 南伊乡) är en sockenhuvudort i Kina. Den ligger i den autonoma regionen Tibet, i den sydvästra delen av landet, omkring 300 kilometer öster om regionhuvudstaden Lhasa. Antalet invånare är 644. Befolkningen består av 327 kvinnor och 317 män. Barn under 15 år utgör 25,0 %, vuxna 15-64 år 70 %, och äldre över 65 år 4,0 %.
Runt Nanyi är det mycket glesbefolkat, med 2 invånare per kvadratkilometer. Närmaste större samhälle är Tungdor, 10,5 km väster om Nanyi. I omgivningarna runt Nanyi växer i huvudsak barrskog.
Genomsnittlig årsnederbörd är 1 239 millimeter. Den regnigaste månaden är juni, med i genomsnitt 285 mm nederbörd, och den torraste är januari, med 3 mm nederbörd.